# Бойно изкуство
Бойните изкуства са кодифицирани системи и традиции за бой, практикувани с различни цели – самозащита, за военни нужди и в правоприлагането, като спорт, като средство за физическо, умствено и духовно развитие, за забавление или за запазване на самото изкуство като част от културното наследство.

## Обхват и класификация
Бойните изкуства могат да се категоризират по различни критерии, като:
- Традиционни/исторически и съвременни – например, народните борби спрямо съвременните хибридни бойни изкуства
- Според свързаните техники – с оръжие и без оръжие и в рамките на тези категории:
  - с оръжие – по вид на оръжието (владеене на меч, бой с тояги и т.н.)
  - без оръжие – по начина на бой (със захват и с удари, изправен и наземен)
- По приложение или предназначение – самозащита, боен спорт, хореография или демонстрация на форма, фитнес, медитация и т.н.

### Видове
- Според начина на водене на бой биват:
  - Ударни – в тази група се включват карате, кендо, ушу и др.
  - Тип борба – например джудо, айкидо, джиуджицу и др.

За отбелязване е, че повечето традиционни стилове бойни изкуства са комплексни системи, в които се употребяват както хвърлящи, така и удрящи техники.
- Според маниера на изпълнение на техниките могат да бъдат:
  - Твърди – карате, таекуон-до, шаолин кунг фу и др.
  - Меки – айкидо, тай чи чуан, па куа и др.

Тук също можем да отбележим, че много от стиловете включват в себе си както меки, така и твърди техники.
- Според географското разположение на школата родоначалник:
  - Японски – карате, джудо, кендо и др.
  - Китайски – ушу, винг чун и др.
  - Корейски – таекуон-до, танг су до, хапкидо, те кион и др.
  - Виетнамски – виет во дао и др.
  - Филипински – кали, пенджак силат и др.
  - Съществуват още индийски стилове, тайландски и др.

- Според степента на въоръженост:
  - С оръжие – кендо, кюдо, кали и др.
  - Без оръжие – джудо, карате и др.

Тук също трябва да отбележим, че нормално във всеки традиционен стил успоредно с техниките с оръжия се изучават и техники на борба без оръжие, срещу въоръжен или невъоръжен противник.
- Според спортната насоченост:
  - Със спортна насоченост – джудо, карате, таекуон-до и др.
  - Без спортна насоченост – хапкидо, айкидо, тай чи чуан и др.

Голяма част от стиловете имат едновременно спортен, традиционен и практически раздел.

## История
Доказателства показват, че бойните изкуства имат корени още в праисторията на човечеството. Най-ранните доказателства за системно обучение в специфичните традиции на бойните изкуства се появяват вече в древността (края на 1-во хилядолетие пр.н.е.) едновременно в Азия и Европа.
В основата на съвременните азиатски бойни изкуства вероятно лежи смесица от ранни форми на китайски и индийски бойни изкуства. По време на периода на воюващите царства в историята на Китай (480 – 221 г. пр.н.е.) се получава екстензивно развитие на бойните философия и стратегия, описани от Сун Дзъ в Изкуството на войната (ок. 350 пр.н.е.). Легендарните книги свързват произхода на Шаолинцюан с разпространението на будизма от Индия от началото на 5 век и делото на Бодхидхарма в Китай.
В Европа най-ранните източници за развити традиции в бойните изкуства датират от Класическата античност. Древногръцките бокс (Pygmachia), борба (pale) и панкратион са били представени в Античните олимпийски игри. В Римската империя гладиаторските борби са били публични спектакли.
През Средновековието, развитието на казачеството като самостоятелно регулираща се войнска общност в области на днешна Украйна и Южна Русия, води до натрупването на бойни умения, които са преминали през няколко поколения. Благодарение на голямо разнообразие на климатичните условия в региона и враговете, казаците успяват да разработят гъвкави и бързо обучаващи се бойци. Смята се, че тези бойни умения са поставили основата на създаденото бойно изкуство, наречено система.
Редица исторически ръководства за създаване на бойни умения са оцелели от европейското Средновековие. Те включват такива стилове, като бой с меч и щит, двубой с дълга рапира и други видове оръжия за близка борба, както и двубои без оръжие. Най-известното от тях е книгата на Йоханес Лихтенауер „Fechtbuch“ (Книга на фехтовача) от 14 век. Днес тя формира основата на немската фехтоваческа школа. По същия начин и азиатските бойни изкуства биват документирани по подходящ начин по време на средновековния период. Японските бойни изкуства са основани от благородниците – самураи през 12 век, китайските бойни изкуства с трактатите на Цзисяо синшу от епохата на династията Мин, индийските бойни изкуства в средновековните текстове Агни Пурана и Мала Пурана и корейските бойни изкуства с текстове епохата на династията Чосон (Muyejebo, 1598 г.).
Европейското фехтовално умение се развива благодарение на дуели, които се провеждат до епохата на Наполеон и се развива в спортна фехтовка през 19 век. Съвременният бокс се основава на правилата изготвени от Джак Браутън през 18 век и достига до съвременната си форма благодарение на правилника от 1867 г. Европейската колонизация в Азия води до спад в развитието на местните бойни изкуства, особено с въвеждането на огнестрелните оръжия. Този факт е особено отчетлив в Индия, след създаването на Британска Индия през 19 век. Подобни явления са се проявили и в колониите от Югоизточна Азия в Малайзия, Индонезия, Виетнам и Филипините.

## Традиционни бойни изкуства
Навсякъде по света се срещат традиционни стилове на местните народи в борбата, а в някои случаи също и борбата със студено оръжие се корени в местната култура и фолклор. В Източна и Югоизточна Азия, това са различни форми, като например корейска борба, кхмерска и монголска борба, както и японското сумо. В Южна и Югозападна Азия са индо-персийската борба, наречена Пехлвани (Pehlwani), в Централна и Западна Азия различни тюркски (узбекски, татарски) стилове на борбата. В Европа има исландска, швейцарска и различни видове английски традиционни борби. Африканските народни борби включват западноафриканския стил, известен като „Lutte Traditionnelle“.
Всички тези изкуства се основават на исторически традиции във фолклора на различните народи. Въпреки това те не са „исторически“ в този смисъл, че не реконструират или запазват определено бойно изкуство на народа от конкретна епоха. Те са по-скоро съвременни регионални форми на спортове, които съжителстват с модерни форми на бойното изкуство, поради факта че мнозинството от тях са се развили след 19 век. Често се среща и съчетание на местни спортове със съвременни такива. Така традиционният тайландски стил Муай боран се развива в съвременния национален спорт Муай тай. Той на свой ред започва да се практикува по целия свят и допринася в значителна степен за създаването на модерни хибридни стилове като кикбокс и смесени бойни изкуства.

### Философия
Повечето азиатски бойни изкуства са тясно свързани с будизма и по-конкретно със зен будизма, но съществува и друга голяма група, предимно китайски, така наречени меки стилове, които са свързани с даоизма.